# Walter Serena
Walter Serena, né le 3 avril 1928 à San Zeno Naviglio (Lombardie) et mort le 19 août 2011 à Brescia (Lombardie), est un coureur cycliste italien. Professionnel de 1952 à 1957, il a remporté une édition du Tour de Catalogne.

## Palmarès
- 1951
  - 3e du Trophée Taschini
- 1953
  - 3e du Trofeo Mobilieri Vighizzolesi
- 1954
  - Tour de Catalogne :
    - Classement général
    - 8e étape

  - GP Pontremoli
  - 8e du Tour de Lombardie
  - 10e du Tour de Suisse
- 1955
  - 2e étape du Tour de Sicile
  - 3e du Tour de Vénétie
  - 9e du Tour de Lombardie
- 1956
  - 2eb étape du Tour d'Italie (contre-la-montre par équipes)
  - 3e du Tour de Sicile

## Résultats sur les grands tours

### Tour d'Italie
5 participations
- 1953 : 28e
- 1954 : 55e
- 1955 : 44e
- 1956 : abandon, vainqueur de la 2eb étape (contre-la-montre par équipes)
- 1957 : abandon